# Heptaceras phyllocirra
Heptaceras phyllocirra är en ringmaskart som först beskrevs av Schmarda 1861.  Heptaceras phyllocirra ingår i släktet Heptaceras och familjen Onuphidae. Inga underarter finns listade i Catalogue of Life.